# Copa Cable Onda Satelital Apertura 2015
La Copa Panamá Apertura 2015 (también conocida como Copa Cable Onda de papa, por razones de patrocinio) fue la 1.ª edición de la Copa Panamá. Dio inicio el 5 de agosto y finalizó el 9 de diciembre de 2021. El San Francisco FC se coronó como el primer campeón de este torneo venciendo 5-4 en penales al Chepo FC luego de un 0-0 en el partido.

## Sistema de competición
La competencia de la Copa Cable Onda Satelital 2015 es organizada por la Federación Panameña de Fútbol, en la cual participan un total de 32 equipos de la Liga Panameña de Fútbol, Liga Nacional de Ascenso y algunos invitados de la Copa Rommel Fernández o Tercera División.

### Formato
Se desarrolla en un formato total de eliminación directa. Con la excepción de las semifinales, todas las rondas se juegan a partido único, y en estos existe la tanda de penaltis, para definir los encuentros si es necesario. Las semifinales se juegan a doble partido (encuentros de ida y vuelta), de haber empate en la serie, se recurre al tiempo extra y la tanda de penaltis. La final se juega a partido único, de haber empate en la serie, se recurre al tiempo extra y la tanda de penaltis.

## Equipos participantes
Participarán en la Copa Cable Onda Satelital A15 un total de 32 clubes: 10 clubes de la Liga Panameña de Fútbol, 14 clubes de Liga Nacional de Ascenso y 8 clubes de la Copa Rommel Fernández.

### Primera división
| Nombre                 | Ciudad           | Fundación                | Estadio                                              | Capacidad |
| ---------------------- | ---------------- | ------------------------ | ---------------------------------------------------- | --------- |
| CD Plaza Amador        | Ciudad de Panamá | 19 de abril de 1955      | Estadio Maracaná de Panamá                           | 5 500     |
| Alianza FC             | Ciudad de Panamá | 2 de marzo de 1963       | Luis Ernesto Tapia                                   | 900       |
| San Francisco FC       | La Chorrera      | 29 de septiembre de 1971 | Estadio Agustín Muquita Sánchez                      | 3 000     |
| Chorrillo FC           | Ciudad de Panamá | 1974                     | Estadio Maracaná de Panamá                           | 5 500     |
| SD Atlético Nacional   | Ciudad de Panamá | 1995                     | Estadio Maracaná de Panamá                           | 5 500     |
| Tauro FC               | Ciudad de Panamá | 25 de septiembre de 1984 | Estadio Rommel Fernández                             | 32 000    |
| Sporting San Miguelito | San Miguelito    | 1989                     | Luis Ernesto Tapia                                   | 900       |
| Deportivo Árabe Unido  | Ciudad de Colón  | 28 de abril de 1994      | Estadio Armando Dely Valdés                          | 1 221     |
| Chepo FC               | Ciudad de Panamá | 1999                     | Estadio Óscar Suman Carrillo - Universidad de Panamá | 1 000     |
| Atlético Chiriquí      | David            | 18 de junio de 2002      | Estadio San Cristóbal                                | 2 500     |

### Segunda división
| Nombre                            | Ciudad               | Fundación          | Estadio                              | Capacidad |
| --------------------------------- | -------------------- | ------------------ | ------------------------------------ | --------- |
| SUNTRACS                          | San Miguelito        | 2005               | Estadio Maracaná de Panamá           | 5 500     |
| Colón C-3                         | Colón                | 9 de marzo de 2010 | Estadio Armando Dely Valdés          | 1 221     |
| NY FC                             | Colón                | ?                  | Estadio Armando Dely Valdés          | 1 221     |
| Chiriquí Occidente                | David                | 2010               | Estadio Glorias Deportivas Baruenses | ?         |
| Río Abajo FC                      | Panamá               | 1987               | Luis Ernesto Tapia                   | 1 000     |
| Santa Gema FC                     | Arraiján             | 1986               | Estadio Agustín Muquita Sánchez      | 3 500     |
| Atlético Veragüense               | Santiago de Veraguas | 2003               | Estadio Aristocles Castillo          | ?         |
| SD Panamá Oeste                   | Arraiján             | ?                  | Estadio Agustín Muquita Sánchez      | 3 500     |
| CD Centenario                     | Penonomé             | 2011               | Estadio Miraflores                   | ?         |
| CD Vista Alegre                   | Arraiján             | ?                  | Estadio Agustín Muquita Sánchez      | 3 500     |
| Costa del Este FC                 | Panamá               | 2008               | Luis Ernesto Tapia                   | 1 000     |
| CA Independiente                  | La Chorrera          | 1982               | Estadio Agustín Muquita Sánchez      | 3 500     |
| Tierra Firme Fútbol Club          | Ciudad de Panamá     | ?                  | Estadio Óscar Suman Carrillo         | ?         |
| Deportivo Municipal San Miguelito | San Miguelito        | ? de ?             | Estadio Óscar Suman Carrillo         | ?         |

### Invitados
| Nombre           | Ciudad             | Fundación | Estadio                     | Capacidad |
| ---------------- | ------------------ | --------- | --------------------------- | --------- |
| Bon Bosco        | Chitre             | ? de ?    | Estadio Los Milagros        | ?         |
| Deportivo Solano | Bugaba             | ? de ?    | Estadio de Bugaba           | ?         |
| Cosmos FC        | Anton              | ? de ?    | Estadio Miraflores          | ?         |
| Santo Domingo    | Las Tablas         | ?         | Estadio Olmedo Solé         | ?         |
| Sporting Empalme | Changuinola        | ?         | Estadio Calvin Byron        | ?         |
| Deportivo Aroon  | Ciudad de Santiago | 2013      | Estadio Aristocles Castillo | ?         |
| Bambú            | Ciudad de Colón    | ? de ?    | Estadio Armando Dely Valdés | 1 221     |

## Fase previa
Para determinar el formato de eliminación directa, los partidos en las instancias de dieciseisavos de final se jugarán a un solo partido. La localía la ejercerán los clubes de la LNA y los equipos de la Tercera División que hayan calificado.

### Dieciseisavos de final
| Equipo local                      | Resultado      | Equipo visitante       |
| --------------------------------- | -------------- | ---------------------- |
| Atlético Veraguense               | 1:1 (4:2 pen.) | SD Atlético Nacional   |
| River Plate Chiriqui              | 0:4            | Rio Abajo FC           |
| Sporting Empalme                  | 0:7            | San Francisco FC       |
| Deportivo Aroon                   | 2:3            | Deportivo Árabe Unido  |
| Santo Domingo                     | 1:1 (4:5 pen.) | CD Plaza Amador        |
| SUNTRACS FC                       | 0:1            | CD Vista Alegre        |
| Cosmos FC                         | 1:1 (1:4 pen.) | Tauro FC               |
| Centenario                        | 1:0            | NY FC                  |
| Solano FC                         | 1:1 (2:4 pen.) | Sporting San Miguelito |
| Chiriquí Occidente                | 0:2            | Chorrillo FC           |
| Bon Bosco FC                      | 1:7            | Alianza FC             |
| SD Panamá Oeste                   | 1:0            | Santa Gema             |
| Costa del Este FC                 | 1:2            | CAI                    |
| Deportivo Municipal San Miguelito | 4:1            | Tierra Tirme FC        |
| Colón C-3                         | 0:0(5:6 pen.)  | Atlético Chiriqui      |
| Bambú                             | 0:5            | Chepo FC               |

## Fase final
Para determinar el formato de eliminación directa, los partidos en las instancias de octavos de final se jugarán a un solo partido. La localía fue definida mediante un sorteo previo.
|  | Octavos de final    | Octavos de final    | Octavos de final |               |              | Cuartos de final | Cuartos de final | Cuartos de final | Cuartos de final | Cuartos de final |  |               | Semifinales   | Semifinales | Semifinales | Semifinales | Semifinales |  |                   | Final             | Final | Final |  |
|  |                     |                     |                  |               |              |                  |                  |                  |                  |                  |  |               |               |             |             |             |             |  |                   |                   |       |       |  |
|  |                     |                     |                  |               |              |                  |                  |                  |                  |                  |  |               |               |             |             |             |             |  |                   |                   |       |       |  |
|  | Atlético Veragüense | Atlético Veragüense | 0                |               |              |                  |                  |                  |                  |                  |  |               |               |             |             |             |             |  |                   |                   |       |       |  |
|  | Atlético Veragüense | Atlético Veragüense | 0                |               |              |                  |                  |                  |                  |                  |  |               |               |             |             |             |             |  |                   |                   |       |       |  |
|  | Río Abajo           | Río Abajo           | 2                |               |              |                  |                  |                  |                  |                  |  |               |               |             |             |             |             |  |                   |                   |       |       |  |
|  | Río Abajo           | Río Abajo           | 2                |               | Río Abajo    | Río Abajo        | 0                | 1                | 1                |                  |  |               |               |             |             |             |             |  |                   |                   |       |       |  |
|  |                     |                     |                  |               | Río Abajo    | Río Abajo        | 0                | 1                | 1                |                  |  |               |               |             |             |             |             |  |                   |                   |       |       |  |
|  |                     |                     | San Francisco    | San Francisco | 1            | 3                | 4                |                  |                  |                  |  |               |               |             |             |             |             |  |                   |                   |       |       |  |
|  | San Francisco       | San Francisco       | San Francisco    | San Francisco | 1            | 3                | 4                | 2                |                  |                  |  |               |               |             |             |             |             |  |                   |                   |       |       |  |
|  | San Francisco       | San Francisco       |                  |               |              |                  |                  |                  |                  |                  |  |               |               |             |             |             |             |  |                   |                   |       |       |  |
|  | Árabe Unido         | Árabe Unido         | 0                |               |              |                  |                  |                  |                  |                  |  |               |               |             |             |             |             |  |                   |                   |       |       |  |
|  | Árabe Unido         | Árabe Unido         | 0                |               |              |                  |                  |                  |                  |                  |  | San Francisco | San Francisco | 1           | 1           | 2           |             |  |                   |                   |       |       |  |
|  |                     |                     |                  |               |              |                  |                  |                  |                  |                  |  | San Francisco | San Francisco | 1           | 1           | 2           |             |  |                   |                   |       |       |  |
|  |                     |                     | Plaza Amador     | Plaza Amador  | 1            | 0                | 1                |                  |                  |                  |  |               |               |             |             |             |             |  |                   |                   |       |       |  |
|  | Vista Alegre        | Vista Alegre        | Plaza Amador     | Plaza Amador  | 1            | 0                | 1                | 0                |                  |                  |  |               |               |             |             |             |             |  |                   |                   |       |       |  |
|  | Vista Alegre        | Vista Alegre        |                  |               |              |                  |                  |                  |                  |                  |  |               |               |             |             |             |             |  |                   |                   |       |       |  |
|  | Plaza Amador        | Plaza Amador        | 1                |               |              |                  |                  |                  |                  |                  |  |               |               |             |             |             |             |  |                   |                   |       |       |  |
|  | Plaza Amador        | Plaza Amador        | 1                |               | Plaza Amador | Plaza Amador     | 2                | 3                | 5                |                  |  |               |               |             |             |             |             |  |                   |                   |       |       |  |
|  |                     |                     |                  |               | Plaza Amador | Plaza Amador     | 2                | 3                | 5                |                  |  |               |               |             |             |             |             |  |                   |                   |       |       |  |
|  |                     |                     | Tauro            | Tauro         | 1            | 0                | 1                |                  |                  |                  |  |               |               |             |             |             |             |  |                   |                   |       |       |  |
|  | Centenario          | Centenario          | Tauro            | Tauro         | 1            | 0                | 1                | 1 (8)            |                  |                  |  |               |               |             |             |             |             |  |                   |                   |       |       |  |
|  | Centenario          | Centenario          |                  |               |              |                  |                  |                  |                  |                  |  |               |               |             |             |             |             |  |                   |                   |       |       |  |
|  | Tauro (p)           | Tauro (p)           | 1 (9)            |               |              |                  |                  |                  |                  |                  |  |               |               |             |             |             |             |  |                   |                   |       |       |  |
|  | Tauro (p)           | Tauro (p)           | 1 (9)            |               |              |                  |                  |                  |                  |                  |  |               |               |             |             |             |             |  | San Francisco (p) | San Francisco (p) | 0 (5) |       |  |
|  |                     |                     |                  |               |              |                  |                  |                  |                  |                  |  |               |               |             |             |             |             |  | San Francisco (p) | San Francisco (p) | 0 (5) |       |  |
|  |                     |                     | Chepo            | Chepo         | 0 (4)        |                  |                  |                  |                  |                  |  |               |               |             |             |             |             |  |                   |                   |       |       |  |
|  | Chorrillo           | Chorrillo           | Chepo            | Chepo         | 0 (4)        | 2                |                  |                  |                  |                  |  |               |               |             |             |             |             |  |                   |                   |       |       |  |
|  | Chorrillo           | Chorrillo           |                  |               |              |                  |                  |                  |                  |                  |  |               |               |             |             |             |             |  |                   |                   |       |       |  |
|  | Sporting SM         | Sporting SM         | 0                |               |              |                  |                  |                  |                  |                  |  |               |               |             |             |             |             |  |                   |                   |       |       |  |
|  | Sporting SM         | Sporting SM         | 0                |               | Chorrillo    | Chorrillo        | 1                | 3                | 4                |                  |  |               |               |             |             |             |             |  |                   |                   |       |       |  |
|  |                     |                     |                  |               | Chorrillo    | Chorrillo        | 1                | 3                | 4                |                  |  |               |               |             |             |             |             |  |                   |                   |       |       |  |
|  |                     |                     | Panamá Oeste     | Panamá Oeste  | 1            | 0                | 1                |                  |                  |                  |  |               |               |             |             |             |             |  |                   |                   |       |       |  |
|  | Panamá Oeste (p)    | Panamá Oeste (p)    | Panamá Oeste     | Panamá Oeste  | 1            | 0                | 1                | 0 (3)            |                  |                  |  |               |               |             |             |             |             |  |                   |                   |       |       |  |
|  | Panamá Oeste (p)    | Panamá Oeste (p)    |                  |               |              |                  |                  |                  |                  |                  |  |               |               |             |             |             |             |  |                   |                   |       |       |  |
|  | Alianza             | Alianza             | 0 (2)            |               |              |                  |                  |                  |                  |                  |  |               |               |             |             |             |             |  |                   |                   |       |       |  |
|  | Alianza             | Alianza             | 0 (2)            |               |              |                  |                  |                  |                  |                  |  | Chorrillo     | Chorrillo     | 0           | 1           | 1           |             |  |                   |                   |       |       |  |
|  |                     |                     |                  |               |              |                  |                  |                  |                  |                  |  | Chorrillo     | Chorrillo     | 0           | 1           | 1           |             |  |                   |                   |       |       |  |
|  |                     |                     | Chepo            | Chepo         | 1            | 1                | 2                |                  |                  |                  |  |               |               |             |             |             |             |  |                   |                   |       |       |  |
|  | Municipal SM (p)    | Municipal SM (p)    | Chepo            | Chepo         | 1            | 1                | 2                | 1 (5)            |                  |                  |  |               |               |             |             |             |             |  |                   |                   |       |       |  |
|  | Municipal SM (p)    | Municipal SM (p)    |                  |               |              |                  |                  |                  |                  |                  |  |               |               |             |             |             |             |  |                   |                   |       |       |  |
|  | Independiente       | Independiente       | 1 (4)            |               |              |                  |                  |                  |                  |                  |  |               |               |             |             |             |             |  |                   |                   |       |       |  |
|  | Independiente       | Independiente       | 1 (4)            |               | Municipal SM | Municipal SM     | 1                | 1                | 2                |                  |  |               |               |             |             |             |             |  |                   |                   |       |       |  |
|  |                     |                     |                  |               | Municipal SM | Municipal SM     | 1                | 1                | 2                |                  |  |               |               |             |             |             |             |  |                   |                   |       |       |  |
|  |                     |                     | Chepo            | Chepo         | 1            | 2                | 3                |                  |                  |                  |  |               |               |             |             |             |             |  |                   |                   |       |       |  |
|  | Atlético Chiriquí   | Atlético Chiriquí   | Chepo            | Chepo         | 1            | 2                | 3                | 0 (2)            |                  |                  |  |               |               |             |             |             |             |  |                   |                   |       |       |  |
|  | Atlético Chiriquí   | Atlético Chiriquí   |                  |               |              |                  |                  |                  |                  |                  |  |               |               |             |             |             |             |  |                   |                   |       |       |  |
|  | Chepo (p)           | Chepo (p)           | 0 (4)            |               |              |                  |                  |                  |                  |                  |  |               |               |             |             |             |             |  |                   |                   |       |       |  |
|  | Chepo (p)           | Chepo (p)           | 0 (4)            |               |              |                  |                  |                  |                  |                  |  |               |               |             |             |             |             |  |                   |                   |       |       |  |
|  |                     |                     |                  |               |              |                  |                  |                  |                  |                  |  |               |               |             |             |             |             |  |                   |                   |       |       |  |

### Octavos de final
| Equipo local                      | Resultado       | Equipo visitante       |
| --------------------------------- | --------------- | ---------------------- |
| Atlético Veraguense               | 0:2             | Rio Abajo FC           |
| San Francisco FC                  | 2:0             | Deportivo Árabe Unido  |
| Club Deportivo Vista Alegre       | 0:1             | CD Plaza Amador        |
| Centenario                        | 1:1 (8:8 pen.)* | Tauro FC               |
| Chorrillo FC                      | 2:0 (4:5 pen.)  | Sporting San Miguelito |
| SD Panamá Oeste                   | 0:0 (3:2 pen.)  | Alianza FC (Panama)    |
| Deportivo Municipal San Miguelito | 1:1 (5:4 pen.)  | CAI                    |
| Atlético Chiriqui                 | 0:0 (2:4 pen.)  | Chepo FC               |

- Nota: Por falta de luz natural (el estadio del Proyecto Gol no tiene luces artificiales) se tomó la decisión de detener la tanda de penales y recurrir a una moneda para determinar qué equipo avanzaba, siendo Tauro FC el beneficiado.

### Cuartos de final
Para la ronda de cuartos de final y semifinales, los partidos se jugarán en formatos de ida y vuelta. Los clubes que resulten vencedores en cada una de sus llaves avanzará a la siguiente ronda.
| Local Ida                         | Global | Local Vuelta     | Ida | Vuelta |
| --------------------------------- | ------ | ---------------- | --- | ------ |
| Tauro FC                          | 1:5    | Plaza Amador     | 1:2 | 0:3    |
| SD Panamá Oeste                   | 1:4    | Chorrillo FC     | 1:1 | 0:3    |
| Deportivo Municipal San Miguelito | 2:3    | Chepo FC         | 1:1 | 1:2    |
| Río Abajo FC                      | 1:4    | San Francisco FC | 0:1 | 1:3    |

### Semifinales
| Equipo Local Ida | Global | Equipo Local Vuelta | Ida | Vuelta |
| ---------------- | ------ | ------------------- | --- | ------ |
| Plaza Amador     | 1:2    | San Francisco FC    | 1:1 | 0:1    |
| Chorrillo FC     | 1:2    | Chepo Fútbol Club   | 0:1 | 1:1    |

## Final
Nota:En la Ficha los Goles son los de la tanda de penales
| 9 de diciembre de 2015 | San Francisco FC | 0:0 (0:0) [5:4] | Chepo FC | Estadio Maracaná, Ciudad de Panamá |  |

### Partido Final
| 1     | POR   | Álex Rodríguez     |     |
| 2     | DEF   | Carlos Rodríguez   | 84' |
| 3     | DEF   | Eric Vásquez       |     |
| 4     | DEF   | Francisco Palacios |     |
| 5     | DEF   | Michael Murillo    |     |
| 6     | MED   | Eduardo Jiménez    |     |
| 7     | MED   | Eybir Bonaga       |     |
| 8     | MED   | Pedro Jeanine      |     |
| 9     | MED   | Richard Rodríguez  |     |
| 10    | DEL   | Johnny Ruiz        |     |
| 11    | DEL   | Ervin Zorrilla     | 58' |
| D. T. | D. T. | Gary Stempel       |     |

| 1     | POR   | Carlos Valdés  |     |
| 2     | DEF   | Oscar Linton   |     |
| 3     | DEF   | Porfilio Avila |     |
| 4     | DEF   | Azmahar Ariano |     |
| 5     | DEF   | Werner Wald    |     |
| 6     | MED   | Miguel Duque   |     |
| 7     | MED   | Juan de Gracia |     |
| 8     | MED   | José González  | 83' |
| 9     | DEL   | Delano Welch   |     |
| 10    | DEL   | Marlon Ávila   | 79' |
| 11    | DEL   | Bernardo Palma | 89' |
| D. T. | D. T. | Jorge Santos   |     |

| 12 | Defensa        | Justin Simons  | 58' |
| 13 | Centrocampista | Luis Olivardia | 84' |

| 12 | Defensa        | Nilson Espinoza | 79' |
| 13 | Centrocampista | Angel Sánchez   | 83' |
| 14 | Delantero      | Isaías Olmedo   | 89' |

| Anotado · Anotado · Anotado · Anotado · Anotado | Richard Rodríguez Eduardo Jiménez Luis Olivardia Johnny Ruiz Eybir Bonaga | 1:1 2:2 3:3 4:4 5:4 |

| Anotado · Anotado · Anotado · Anotado · Fallo de penal (Atajado) | Angel Sánchez Oscar Linton Werner Wald Carlos Valdés Isaías Olmedo | 0:1 1:2 2:3 3:4 4:4 |

| Amonestado · Amonestado | Miguel Dugue Oscar Lincon |

| Principal  | Oliver Vergara |
| Asistentes | ?              |
|            | ?              |
| Cuarto     | ?              |

|                    |   |   |
| Tiros              | - | - |
| Tiros a puerta     | - | - |
| Faltas             | - | - |
| Saques de esquina  | - | - |
| Penaltis           | - | - |
| Fueras de juego    | - | - |
| Posesión del balón | % | % |

| Alineación inicial |

| 1     | POR   | Álex Rodríguez     |     |
| 2     | DEF   | Carlos Rodríguez   | 84' |
| 3     | DEF   | Eric Vásquez       |     |
| 4     | DEF   | Francisco Palacios |     |
| 5     | DEF   | Michael Murillo    |     |
| 6     | MED   | Eduardo Jiménez    |     |
| 7     | MED   | Eybir Bonaga       |     |
| 8     | MED   | Pedro Jeanine      |     |
| 9     | MED   | Richard Rodríguez  |     |
| 10    | DEL   | Johnny Ruiz        |     |
| 11    | DEL   | Ervin Zorrilla     | 58' |
| D. T. | D. T. | Gary Stempel       |     |

| 1     | POR   | Carlos Valdés  |     |
| 2     | DEF   | Oscar Linton   |     |
| 3     | DEF   | Porfilio Avila |     |
| 4     | DEF   | Azmahar Ariano |     |
| 5     | DEF   | Werner Wald    |     |
| 6     | MED   | Miguel Duque   |     |
| 7     | MED   | Juan de Gracia |     |
| 8     | MED   | José González  | 83' |
| 9     | DEL   | Delano Welch   |     |
| 10    | DEL   | Marlon Ávila   | 79' |
| 11    | DEL   | Bernardo Palma | 89' |
| D. T. | D. T. | Jorge Santos   |     |

| 12 | Defensa        | Justin Simons  | 58' |
| 13 | Centrocampista | Luis Olivardia | 84' |

| 12 | Defensa        | Nilson Espinoza | 79' |
| 13 | Centrocampista | Angel Sánchez   | 83' |
| 14 | Delantero      | Isaías Olmedo   | 89' |

| Anotado · Anotado · Anotado · Anotado · Anotado | Richard Rodríguez Eduardo Jiménez Luis Olivardia Johnny Ruiz Eybir Bonaga | 1:1 2:2 3:3 4:4 5:4 |

| Anotado · Anotado · Anotado · Anotado · Fallo de penal (Atajado) | Angel Sánchez Oscar Linton Werner Wald Carlos Valdés Isaías Olmedo | 0:1 1:2 2:3 3:4 4:4 |

| Amonestado · Amonestado | Miguel Dugue Oscar Lincon |

| Principal  | Oliver Vergara |
| Asistentes | ?              |
|            | ?              |
| Cuarto     | ?              |

|                    |   |   |
| Tiros              | - | - |
| Tiros a puerta     | - | - |
| Faltas             | - | - |
| Saques de esquina  | - | - |
| Penaltis           | - | - |
| Fueras de juego    | - | - |
| Posesión del balón | % | % |

| Alineación inicial |

| 1     | POR   | Álex Rodríguez     |     |
| 2     | DEF   | Carlos Rodríguez   | 84' |
| 3     | DEF   | Eric Vásquez       |     |
| 4     | DEF   | Francisco Palacios |     |
| 5     | DEF   | Michael Murillo    |     |
| 6     | MED   | Eduardo Jiménez    |     |
| 7     | MED   | Eybir Bonaga       |     |
| 8     | MED   | Pedro Jeanine      |     |
| 9     | MED   | Richard Rodríguez  |     |
| 10    | DEL   | Johnny Ruiz        |     |
| 11    | DEL   | Ervin Zorrilla     | 58' |
| D. T. | D. T. | Gary Stempel       |     |

| 1     | POR   | Carlos Valdés  |     |
| 2     | DEF   | Oscar Linton   |     |
| 3     | DEF   | Porfilio Avila |     |
| 4     | DEF   | Azmahar Ariano |     |
| 5     | DEF   | Werner Wald    |     |
| 6     | MED   | Miguel Duque   |     |
| 7     | MED   | Juan de Gracia |     |
| 8     | MED   | José González  | 83' |
| 9     | DEL   | Delano Welch   |     |
| 10    | DEL   | Marlon Ávila   | 79' |
| 11    | DEL   | Bernardo Palma | 89' |
| D. T. | D. T. | Jorge Santos   |     |

| 12 | Defensa        | Justin Simons  | 58' |
| 13 | Centrocampista | Luis Olivardia | 84' |

| 12 | Defensa        | Nilson Espinoza | 79' |
| 13 | Centrocampista | Angel Sánchez   | 83' |
| 14 | Delantero      | Isaías Olmedo   | 89' |

| Anotado · Anotado · Anotado · Anotado · Anotado | Richard Rodríguez Eduardo Jiménez Luis Olivardia Johnny Ruiz Eybir Bonaga | 1:1 2:2 3:3 4:4 5:4 |

| Anotado · Anotado · Anotado · Anotado · Fallo de penal (Atajado) | Angel Sánchez Oscar Linton Werner Wald Carlos Valdés Isaías Olmedo | 0:1 1:2 2:3 3:4 4:4 |

| Amonestado · Amonestado | Miguel Dugue Oscar Lincon |

| Principal  | Oliver Vergara |
| Asistentes | ?              |
|            | ?              |
| Cuarto     | ?              |

|                    |   |   |
| Tiros              | - | - |
| Tiros a puerta     | - | - |
| Faltas             | - | - |
| Saques de esquina  | - | - |
| Penaltis           | - | - |
| Fueras de juego    | - | - |
| Posesión del balón | % | % |

| Alineación inicial |

| 1     | POR   | Álex Rodríguez     |     |
| 2     | DEF   | Carlos Rodríguez   | 84' |
| 3     | DEF   | Eric Vásquez       |     |
| 4     | DEF   | Francisco Palacios |     |
| 5     | DEF   | Michael Murillo    |     |
| 6     | MED   | Eduardo Jiménez    |     |
| 7     | MED   | Eybir Bonaga       |     |
| 8     | MED   | Pedro Jeanine      |     |
| 9     | MED   | Richard Rodríguez  |     |
| 10    | DEL   | Johnny Ruiz        |     |
| 11    | DEL   | Ervin Zorrilla     | 58' |
| D. T. | D. T. | Gary Stempel       |     |

| 1     | POR   | Carlos Valdés  |     |
| 2     | DEF   | Oscar Linton   |     |
| 3     | DEF   | Porfilio Avila |     |
| 4     | DEF   | Azmahar Ariano |     |
| 5     | DEF   | Werner Wald    |     |
| 6     | MED   | Miguel Duque   |     |
| 7     | MED   | Juan de Gracia |     |
| 8     | MED   | José González  | 83' |
| 9     | DEL   | Delano Welch   |     |
| 10    | DEL   | Marlon Ávila   | 79' |
| 11    | DEL   | Bernardo Palma | 89' |
| D. T. | D. T. | Jorge Santos   |     |

| 12 | Defensa        | Justin Simons  | 58' |
| 13 | Centrocampista | Luis Olivardia | 84' |

| 12 | Defensa        | Nilson Espinoza | 79' |
| 13 | Centrocampista | Angel Sánchez   | 83' |
| 14 | Delantero      | Isaías Olmedo   | 89' |

| Anotado · Anotado · Anotado · Anotado · Anotado | Richard Rodríguez Eduardo Jiménez Luis Olivardia Johnny Ruiz Eybir Bonaga | 1:1 2:2 3:3 4:4 5:4 |

| Anotado · Anotado · Anotado · Anotado · Fallo de penal (Atajado) | Angel Sánchez Oscar Linton Werner Wald Carlos Valdés Isaías Olmedo | 0:1 1:2 2:3 3:4 4:4 |

| Amonestado · Amonestado | Miguel Dugue Oscar Lincon |

| Principal  | Oliver Vergara |
| Asistentes | ?              |
|            | ?              |
| Cuarto     | ?              |

|                    |   |   |
| Tiros              | - | - |
| Tiros a puerta     | - | - |
| Faltas             | - | - |
| Saques de esquina  | - | - |
| Penaltis           | - | - |
| Fueras de juego    | - | - |
| Posesión del balón | % | % |

| Alineación inicial |

|                            |
| Panamá                     |
| San Francisco FC 1º título |

| Predecesor: - | Copa Satelital Apertura 2015 | Sucesor: Copa Satelital 2016-17 |

- Datos: Q28225566